# Shimazu Tadayoshi
Shimazu Tadayoshi (島津 忠良?; 14 ottobre 1493 – 31 dicembre 1568) è stato un daimyō giapponese del clan Shimazu durante il periodo Sengoku.

## Biografia
Shimazu Tadayoshi fu il decimo capo del clan Isaku e terzo capo del clan Sōshū Shimazu. [1]
Tadayoshi faceva parte del ramo Mimasaka (伊作島津家?) del clan Shimazu. Dopo che suo padre Isaku Yoshihisa morì quando Tadayoshi aveva tre anni, Tadayoshi fu cresciuto da sua madre Shimazu Tokiwa e suo nonno Shimazu Hisayasu. Hisayasu morì in battaglia nel 1500, quando il giovane Tadayoshi aveva otto anni. La madre di Tadayoshi, Tokiwa, sposò Shimazu Yukihisa, capo del ramo Sōshū-Shimazu (相州家?), facendo di Tadayoshi l'erede di entrambe le linee Mimasaka e Shimazu.
Nel 1526 o nel 1527, su richiesta di Shimazu Katsuhisa, il figlio di Tadayoshi, Torajumaru (Shimazu Takahisa), fu adottato da Katsuhisa come erede del ramo principale degli Shimazu. Katsuhisa non aveva eredi maschi ed era entrato in guerra aperta con Shimazu Sanehisa del ramo Sasshū (薩州家?) che gli contendeva il potere. Per questo Katsuhisa chiese aiuto a Tadayoshi e ne adottò il figlio. Questo portò a numerose battaglie tra Tadayoshi, Takahisa e il loro karō, Ijūin Tadaaki, da un lato, e Sanehisa dall'altro. Sanehisa alla fine fu sconfitto nel 1539, a Kaseda, Kawanabe, Ichiki e Murasakibaru, e la famiglia Sasshū fu cacciata da Kagoshima. Tadayoshi quindi fece costruire a Kaseda la sua residenza. Nel 1526, Katsuhisa consegnò a Takahisa la posizione del capofamiglia. Nel 1539, però, durante la battaglia di Ichirai, Tadayoshi sconfisse Katsuhisa (che avrebbe riacquistato il potere in seguito) e Takahisa venne riconosciuto da tutti i membri del clan Shimazu come capo.
Nel frattempo Tadayoshi prese la tonsura nel 1527 assumendo il nome monastico Jisshinsai, e studiò Zen, poesia waka e confucianesimo, sotto Shunden e Shun'yū, studenti di Keian Genju. Nel 1545-1546 scrisse una nuova versione del classico poema Iroha che ottenne grandi elogi dall'élite culturale di Kyoto dopo che Tadayoshi condivise il poema con Konoe Taneie. Il poema continuò a svolgere un ruolo significativo nell'educazione dei samurai del periodo Edo all'interno del dominio di Satsuma.
Suo figlio Takahisa divenne capo della casa principale di Shimazu, mentre sua figlia O-Minami sposò Kimotsuki Kanetsugu.
Tadayoshi morì a Kaseda nel 1568, all'età di 77 anni.